# 44717 Borgoamozzano
44717 Borgoamozzano è un asteroide della fascia principale. Scoperto nel 1999, presenta un'orbita caratterizzata da un semiasse maggiore pari a 2,2914098 au e da un'eccentricità di 0,1715451, inclinata di 3,73887° rispetto all'eclittica.